# Alfa Romeo RM
L'Alfa Romeo RM è un'autovettura prodotta dall'Alfa Romeo tra il 1923 e il 1926 in circa 500 esemplari.

## Il contesto
Nel 1923, alla luce del successo della RL, Nicola Romeo chiese a Giuseppe Merosi di progettare un modello più piccolo della RL che però ne impiegasse più componenti possibili, simile anche se solo per concezione all'ALFA 15-20 HP uscita di produzione un paio di anni prima. Il risultato fu la RM, simile alla sua "sorella maggiore" ma mossa da un motore di solo quattro cilindri al posto di sei ma che le faceva comunque sfiorare i cento chilometri all'ora.

## Storia del modello

### RM Normale e Sport
La RM venne presentata al Salone dell'automobile di Parigi del 1923 prima nella versione Normale e poi, l'anno seguente, nella versione Sport. Oltre ai nomi delle due versioni la nuova vettura eredita dalla più grande gran parte dell'autotelaio e addirittura il motore, 4 cilindri in linea, venne ricavato eliminando due cilindri da quello della RL.
Su tutte le versioni vi è un telaio in acciaio a longheroni e traverse stampate a "C" e sospensioni ad assale rigido davanti e dietro con molle a balestra e ammortizzatori a frizione. I freni, con quello a mano agente sulla trasmissione, sono a tamburo sulle quattro ruote. Il motore è un quattro cilindri in linea a valvole in testa mosse da aste e bilancieri con monoblocco e testa smontabile in ghisa, condotti di aspirazione e scarico fusi nel blocco e alimentato da un solo carburatore.
Sulla Normale il motore 1944 cm3 di cilindrata eroga 40 CV a 3000 giri/min mentre sul modello Sport la cilindrata e la potenza crescono a 1996 cm³ e 44 CV a 3200 giri/min grazie all'aumento dell'alesaggio di 1 mm e del rapporto di compressione da 5,3:1 a 6:1. La Sport si differenzia dalla Normale meccanicamente per il sistema di lubrificazione a carter secco derivato da quello della RL SS ed esteticamente per il radiatore a "V" dotato di due stemmi Alfa Romeo. La RM Normale con carrozzeria torpedo raggiunge i 95 km/h mentre la Sport tocca i 100.
Come in uso dell'epoca l'automobile non veniva venduta come una vettura completa direttamente dalla casa ma come autotelaio nudo da far carrozzare a piacimento. Su questi telai si cimentarono diversi carrozzieri italiani (Castagna, Zagato) e stranieri realizzando diverse tipologie di vetture a seconda del tipo di telaio e dello scopo cui era destinato; come torpedo, berline chiuse, carrozzerie in Weymann, limousine e anche spider.
Negli anni '20 la RM si cimentò nelle competizioni ottenendo però scarsi risultati, in particolare un 4º posto di categoria 2 litri alla 3ª Coppa delle Alpi 1923, chiusa dalla più grande e veloce RL.

### RM Unificata
Nel 1925, in concomitanza con l'introduzione delle RL Turismo e Super Sport, anche la serie RM venne modificata dando origine alla nuova RM Unificata che sommava le caratteristiche delle due versioni precedenti. Sulla Unificata venne allungato il passo a 3220 mm e venne montato il motore della RM Normale (a carter umido) ma con cilindrata aumentata a 1996 cm³ come sulla Sport per sviluppare 48 CV a 3500 giri/min e spingerla a 100 km/h.
Alla fine del 1926 la RM Unificata uscì di produzione dopo esser stata sostituita dall'Alfa Romeo 6C 1500, la "vettura leggera economica con prestazioni brillanti" progettata da Vittorio Jano, il nuovo direttore tecnico dell'Alfa Romeo.

## La versione semicingolata
Nel 1925 fu costruita anche una versione semicingolata dell'Alfa Romeo RM nella speranza di produrne in grande quantità per il Regio Esercito e anche per la ristretta clientela degli avventurieri. Rispetto alle altre RM venne equipaggiata da Giuseppe Merosi con un sistema di lubrificazione a carter secco derivato da quello della RM Sport, utile per affrontare le pendenze più dure, e ovviamente della trasmissione con i cingoli realizzata su licenza Citroën. All'epoca infatti la casa automobilistica francese produceva la famiglia di semicingolati Citroën-Kégresse, sfruttando il sistema brevettato da Adolphe Kégresse e in via Gattamelata, su un terreno adiacente dallo Stabilimento Alfa Romeo del Portello ceduto loro dallo stesso Nicola Romeo, era stata appena aperta la prima sede della Citroën Italiana dove si trova tuttora la Citroën Italia. Dopo essere stato testato dall'esercito tuttavia il progetto venne bocciato. Non è chiaro quanti esemplari furono costruiti ma ne è sopravvissuto un solo esemplare.